# Sergei Chtemenko
Sergei Matveievitch Chtemenko (em russo:  Сергей Матвеевич Штеменко; Uriupinsk, 20 de fevereiro de 1907 - Moscou, 23 de abril de 1976) foi um general da União Soviética, que serviu como chefe do Estado-Maior Geral das Forças Armadas Soviéticas de 1948 a 1952.

## Juventude
Sergei Chtemenko nasceu em uma família de camponeses na aldeia ucraniana de Uriupinsk. Seu sobrenome original era Chtemenkov, com o sufixo "-ov", mas após a morte de seu pai, sua mãe mudou o sobrenome russo para o estilo ucraniano, Chtemenko. Chtemenko voluntariou para o Exército Vermelho em 1926, e em 1930 ele se juntou ao Partido Comunista e se formou na Escola Antiaérea em Sevastopol. Depois de vários anos na artilharia, ele se mudou para o Corpo de Blindados, completando seus estudos na Academia de Mecanização e Motorização, em 1937. Ele comandou um regimento de tanques até setembro de 1938, quando foi convocado à Academia do Estado Maior. No final de agosto de 1939, com outros cadetes, Chtemenko foi designado como oficial para forças soviéticas que se preparavam para a invasão da Polônia. Durante a Guerra Soviética-Finlandesa, ele serviu como assistente no Estado-Maior. Depois de se matricular na Academia no outono de 1940, o pedido de Chtemenko para ser transferido para o novo Corpo de Tanques foi rejeitado e ele foi destacado como assistente do general Mikhail Charokhin, um chefe de departamento na Diretoria de Operações.

### Segunda Guerra Mundial
Em agosto de 1941, logo após a invasão alemã, Chtemenko foi apontado como vice de Charokhin, cargo que ocupou até depois da Batalha de Moscou, quando foi designado como chefe do departamento responsável pelo Oriente Próximo. Como tal, Chtemenko monitorou as condições das tropas soviéticas estacionadas no recentemente ocupado Irã. Em junho de 1942, ele substituiu Charokhin como chefe de departamento. Chtemenko participou do planejamento operacional das batalhas pela Crimeia, pelo Cáucaso e por Stalingrado. Em maio de 1943, ele foi promovido a chefe da Diretoria de Operações, servindo sob o comando direto do marechal Alexander Vasilevski. Em novembro daquele ano, ele acompanhou Josef Stalin à Conferência de Teerã.
Durante fevereiro e março de 1944, Chtemenko serviu como representante da Stavka na Segunda Frente Báltica, durante a campanha para aliviar o cerco de Leningrado. Durante a primavera de 1944, ele viajou pelas diferentes frentes de combate na Bielorrússia, e coordenou suas operações. Depois da rendição alemã, Chtemenko estava entre os organizadores da Parada da Vitória de Moscou. Em agosto de 1945, ele participou do planejamento da guerra soviético-japonesa.

### Carreira no pós-guerra
Em abril de 1946, Chtemenko foi promovido para o cargo de vice-chefe do Estado-Maior Geral. Em novembro de 1948, Chtemenko, de 41 anos, foi nomeado chefe do Estado-Maior Geral e Vice-Ministro da Defesa. No entanto, em junho de 1952, ele foi substituído como chefe do estado-maior por Vasili Sokolovski. Chtemenko foi então transferido para comandar o Grupo das Forças Soviéticas na Alemanha. Em 1953, Chtemenko foi listado como uma potencial vítima da Conspiração dos Médicos. Ele continuou a servir no Estado-Maior Geral como vice-chefe e foi nomeado candidato a membro do Comitê Central, cargo que ocupou até 1956.
Em junho de 1953, ele foi demitido do Estado Maior e rebaixado ao cargo de tenente-general, depois de ser acusado de ser associado de Lavrenti Beria. Em 1956, Gueorgui Júkov nomeou-o chefe da Inteligência Militar e promoveu-o a coronel-general. No entanto, Chtemenko novamente caiu em desgraça depois que Júkov foi removido do posto de ministro da Defesa, e foi novamente rebaixado para tenente-general em 1957. Ele foi enviado para ocupar o cargo de vice-comandante do Distrito Militar do Volga.
Nos anos seguintes, Chtemenko lentamente recuperou seu prestígio. Em junho de 1962 ele foi nomeado chefe do Estado-Maior das Forças Terrestres e, em abril de 1964, tornou-se chefe do principal departamento de mobilização organizacional e organizacional do Estado-Maior. Em agosto de 1968, Chtemenko foi promovido a chefe do Estado-Maior Combinado do Pacto de Varsóvia, subordinado ao comandante supremo das forças militares do pacto, marechal Ivan iakubovski. Nessa ocasião, ele foi novamente promovido a general do exército.
Chtemenko morreu em Moscou, em 1976. Em 10 de fevereiro de 1977, no 70º aniversário de seu nascimento e 10 meses após sua morte, a Academia Militar do Estandarte Vermelho de Krasnodar foi renomeada com seu nome.

## Condecorações
- Ordem de Lenin
- Ordem do Estandarte Vermelho, três vezes
- Ordem de Suvorov, 1ª classe, duas vezes; 2ª classe
- Ordem de Kutuzov, 1ª classe
- Ordem da Bandeira Vermelha do Trabalho
- Ordem da Estrela Vermelha
- Ordem do Serviço à Pátria nas Forças Armadas da URSS, 3ª classe
- Medalha do Jubileu "Em Comemoração ao 100.º Aniversário do Nascimento de Vladimir Ilitch Lenin"
- Medalha "Pela Defesa de Moscou"
- Medalha "Pela vitória sobre a Alemanha na Grande Guerra Patriótica 1941-1945"
- Medalha do Jubileu "Vinte Anos da Vitória na Grande Guerra Patriótica 1941-1945"
- Medalha do Jubileu "Trinta Anos de Vitória na Grande Guerra Patriótica 1941-1945"
- Medalha "Pela Vitória sobre o Japão"
- Medalha do Jubileu "30 Anos do Exército e da Marinha Soviética"
- Medalha do Jubileu "40 anos das Forças Armadas da URSS"
- Medalha do Jubileu "50 anos das Forças Armadas da URSS"

## Obras
- As novas leis e serviço militar, Moscou, 1968.
- Nosso Compromisso Militar Universal, Moscou, 1968.
- O Estado-Maior Geral nos Anos da Guerra, Moscou, 1968-1973.
- Os últimos seis meses da Segunda Guerra Mundial, Moscou, 1973.
- O Papel Libertador das Forças Armadas Soviéticas, Moscou, 1975.